# André Caillau
Pour les articles homonymes, voir Caillau.
Pas d'image ? Cliquez ici

a Compétitions nationales et continentales officielles uniquement.

Dernière mise à jour le 30 avril 2013.
André Caillau, né le 8 avril 1938 à Mont-de-Marsan et mort le 13 novembre 2007 à Pessac, est un joueur français de rugby à XV évoluant au poste de centre.

## Biographie
André Caillau joue au Stade montois avec qui il remporte le Championnat de France en 1963 en battant l'US Dax en finale sur le score de 9 à 6,. À côté de sa carrière de joueur de rugby, il est employé de la Mutualité sociale agricole des Landes.

## Palmarès
- Vainqueur du Championnat de France en 1963
- Finaliste de la Coupe d'Europe des clubs champions FIRA en 1964